# Нобелевская премия по химии
Нобелевская премия по химии (швед. Nobelpriset i kemi) — высшая награда за научные достижения в области химии, ежегодно присуждается Шведской королевской академией наук в Стокгольме. Кандидаты в лауреаты премии выдвигаются Нобелевским комитетом по химии. Премия является одной из пяти основанных согласно завещанию шведского химика Альфреда Нобеля (ум. в 1896 году) с 1895 года, присуждаемых за выдающиеся достижения в химии, физике, литературе, физиологии и медицине и за вклад в установление мира.

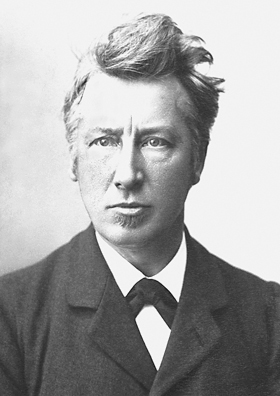
Якоб Хендрик Вант-Гофф (1852—1911) был первым Нобелевским лауреатом по химии за открытие законов химической динамики и осмотического давления в растворах

Первая Нобелевская премия по химии была присуждена в 1901 году Якобу Хендрику Вант-Гоффу из Нидерландов. Каждый лауреат получает медаль, диплом и денежное вознаграждение, сумма которого изменяется с годами. Награда присуждается в Стокгольме на ежегодной церемонии 10 декабря — в годовщину смерти Нобеля.

## Исторические предпосылки

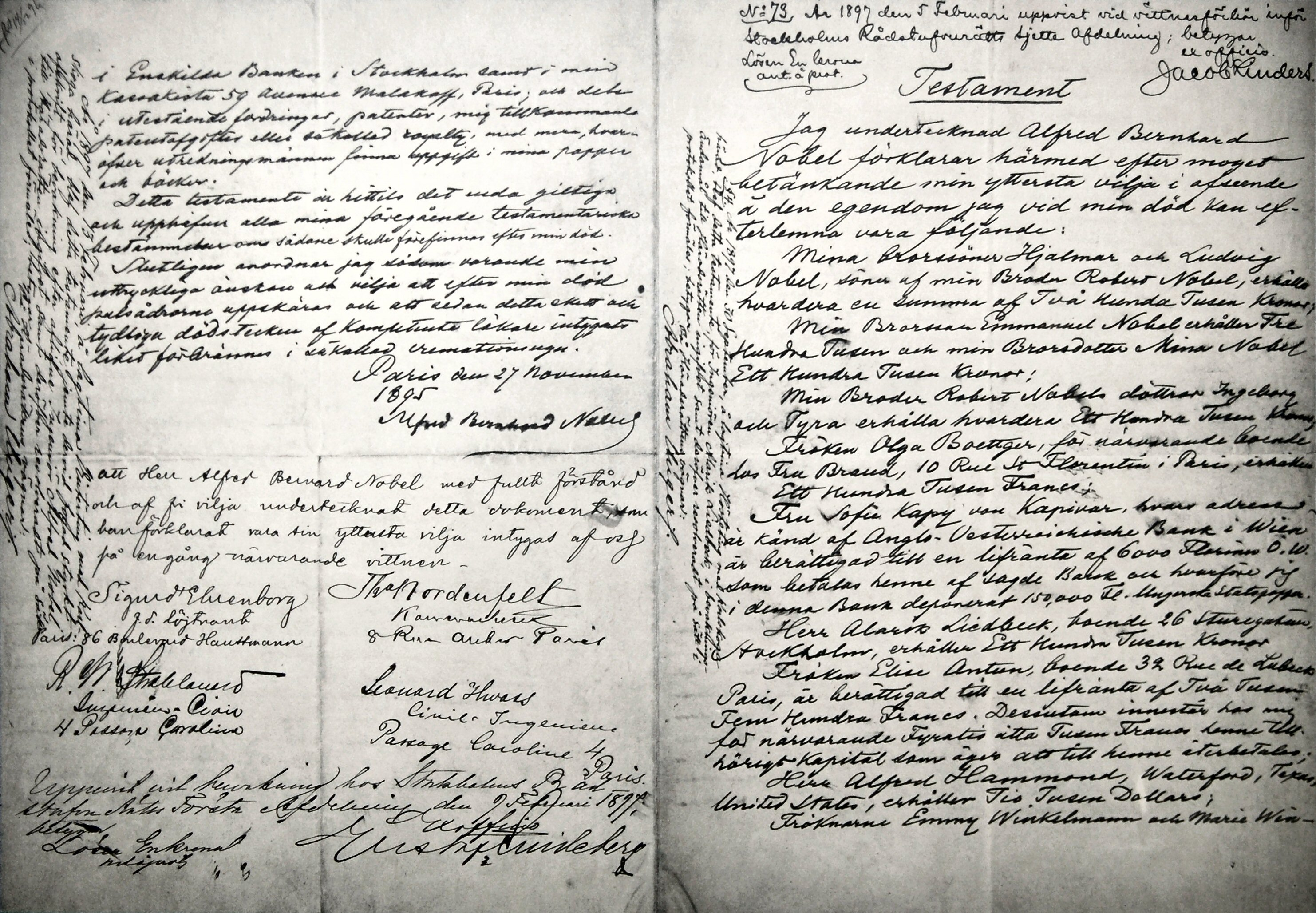
Завещание Альфреда Нобеля от 25 ноября 1895 года

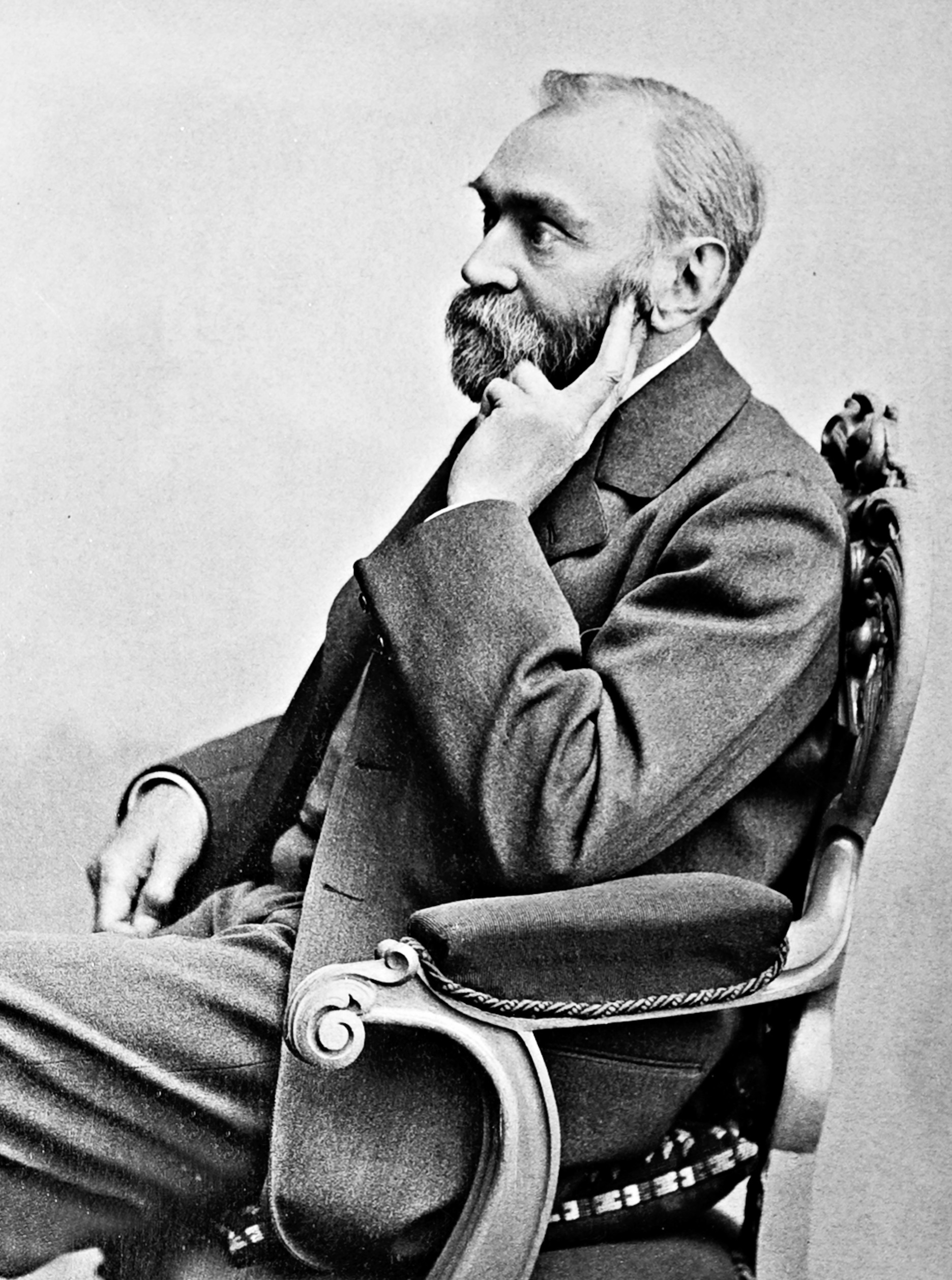
Портрет Альфреда Нобеля. Фотограф Гёста Флорман

Альфред Бернард Нобель (родился 21 октября 1833 года в Стокгольме Швеция) был химиком, инженером, новатором, производителем военной продукции и изобретателем динамита. В его собственности была металлургическая фирма Бофорс, пребывание которой в собственности Альфреда Нобеля предоставило ей значительный толчок к переходу к химическому и пушечному производству — Бофорс занималась как производством военного оружия (самолёты, танки), так и производством пороха и т. д. Альфред Нобель запатентовал триста пятьдесят пять различных изобретений, среди которых наибольшую известность получило  изобретение динамита. Нобель умер в 1896 году от стенокардии на своей вилле в Сан-Ремо, Италия, где проживал последние годы.
Завещание Нобеля содержало требование, чтобы его деньги были использованы для премий по физике, химии, по вопросам мира, физиологии и медицине и, наконец, литературе. Хотя Альфред и написал несколько завещаний в течение жизни, последнее было составлено чуть больше чем за год до его смерти и подписано в Шведско-норвежском клубе в Париже 27 ноября 1895 года. Нобель завещал 94 % всего своего имущества (31 млн шведских крон) на учреждение и обеспечение пяти Нобелевских премий. (На 2008 год эта сумма равна 186 миллионам долларов США.) Согласно завещанию Нобеля, Шведская королевская академия наук имеет право награждать премией по химии.

## Лауреаты
По меньшей мере двадцать пять лауреатов получили Нобелевскую премию за свой вклад в отрасль органической химии — это больше, чем в любой другой раздел химии. Двум лауреатам — немцам Рихарду Куну (1938) и Адольфу Бутенандту (1939) — их правительство не позволило принять премию. Позже они получили медали и дипломы, но не деньги.
Двое учёных получили по две Нобелевские премии по химии: англичанин Фредерик Сенгер (в 1958 и 1980 годах) и американец Барри Шарплесс (в 2001 и в 2022). Ещё двое получили по две Нобелевские премии по различным дисциплинам — Мария Кюри (по физике в 1903 году и по химии в 1911 году) и Лайнус Полинг (по химии в 1954 году и премию мира в 1962 году). Из 187 лауреатов (по состоянию на 2021 год) семь — женщины.
За всю историю Нобелевской премии по химии было восемь перерывов в её присуждении: в 1916, 1917, 1919, 1924, 1933 и 1940—1942 годах.